# ŽNK Graničar Županja
ŽNK Graničar, ženski je nogometni klub iz Županje.

## Povijest
Ženski nogometni klub Graničar osnovan je 2013. godine.